# 이천사동중학교
이천사동중학교(利川巳洞中學校)는 대한민국 경기도 이천시 대월면 사동리에 있는 공립 중학교이다.

## 학교 연혁
- 2009년 9월 4일 : 이천사동중학교 24학급 설립 인가
- 2010년 3월 1일 : 개교 및 초대 강석주 교장 취임
- 2010년 3월 2일 : 입학식(5학급 173명)
- 2012년 3월 1일 : 혁신학교 운영 1년차
- 2013년 2월 15일 : 제1회 졸업식(183명)
- 2020년 3월 1일 : 혁신학교 재지정 운영(2020.3.1. ~2024.2.29.까지)
- 2023년 3월 1일 : 제4대 심정화 교장 취임
- 2024년 1월 9일 : 제12회 졸업식(228명, 총 2,757명)
- 2024년 3월 4일 : 입학식(8학급 225명)

## 참고 자료
- 이천사동중학교 - 한국교육학술정보원 학교알리미